# Prymors'ke (Serhiivka)
Prymors'ke  (ucraniano: Приморське) es una localidad del Raión de Bilhorod-Dnistrovskyi en el Óblast de Odesa de Ucrania. Según el censo de 2001, tiene una población de 1086 habitantes.